# طحين

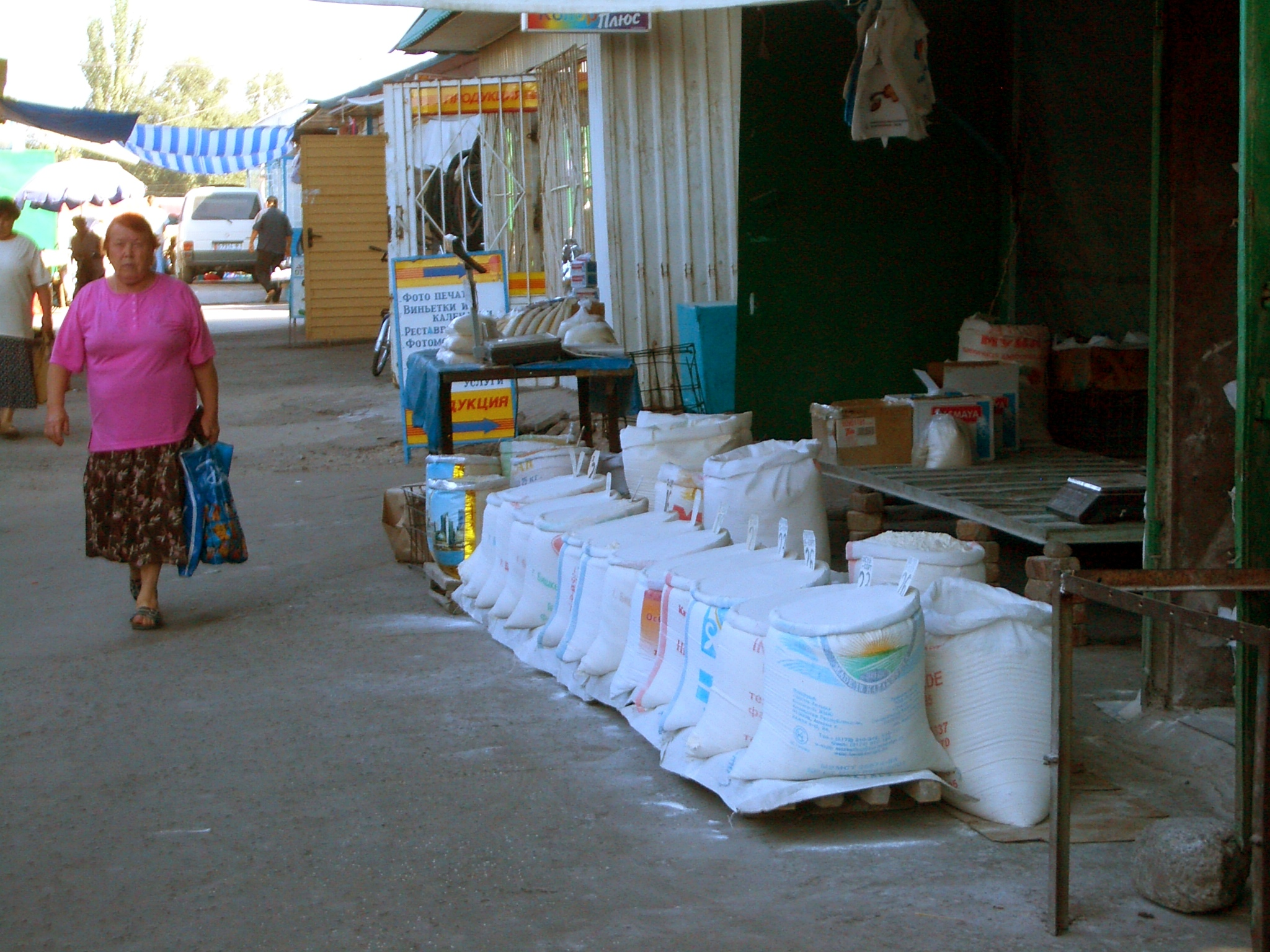
متجر لبيع الطحين في جمهورية قيرغيزيا

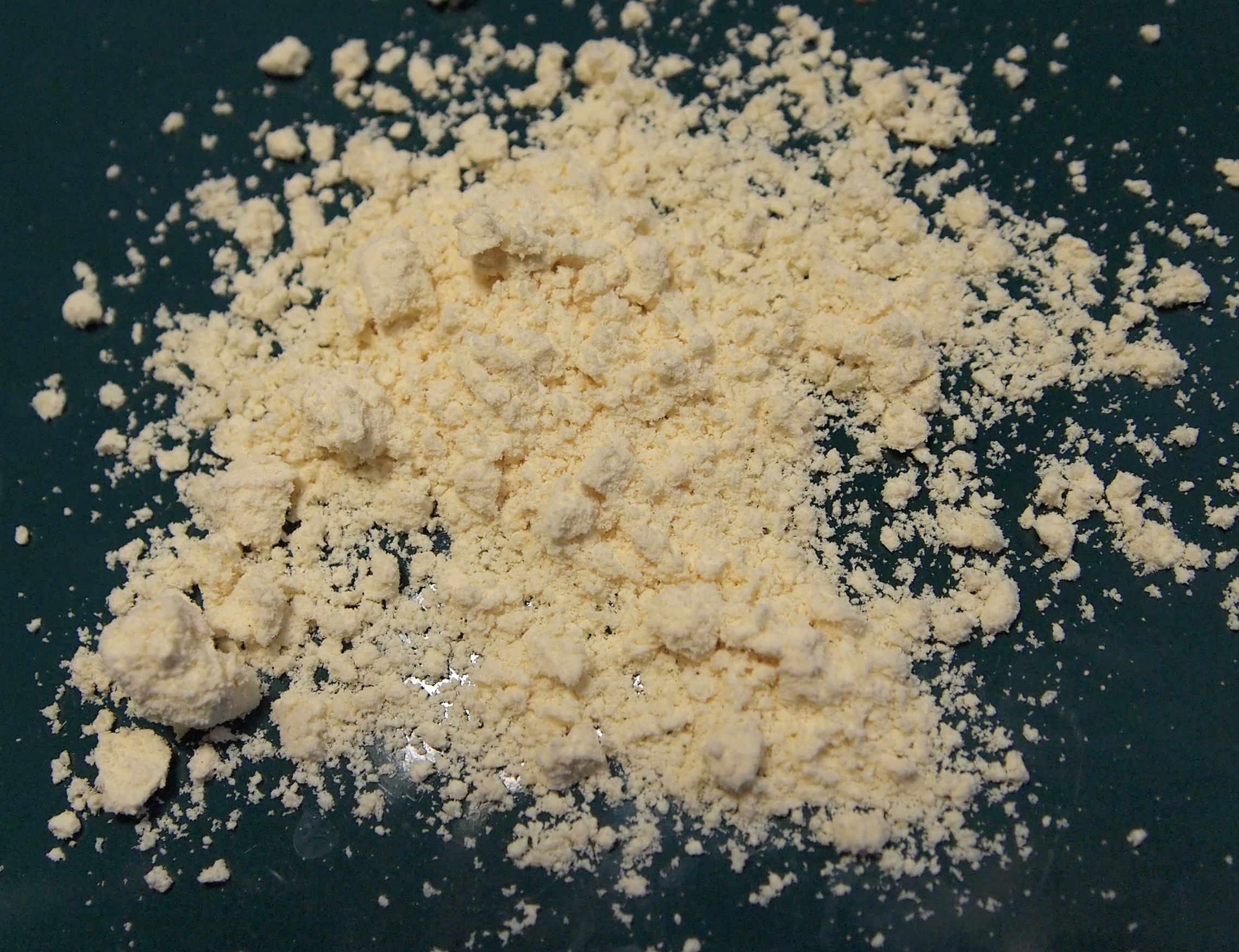
دقيق الكيناكو

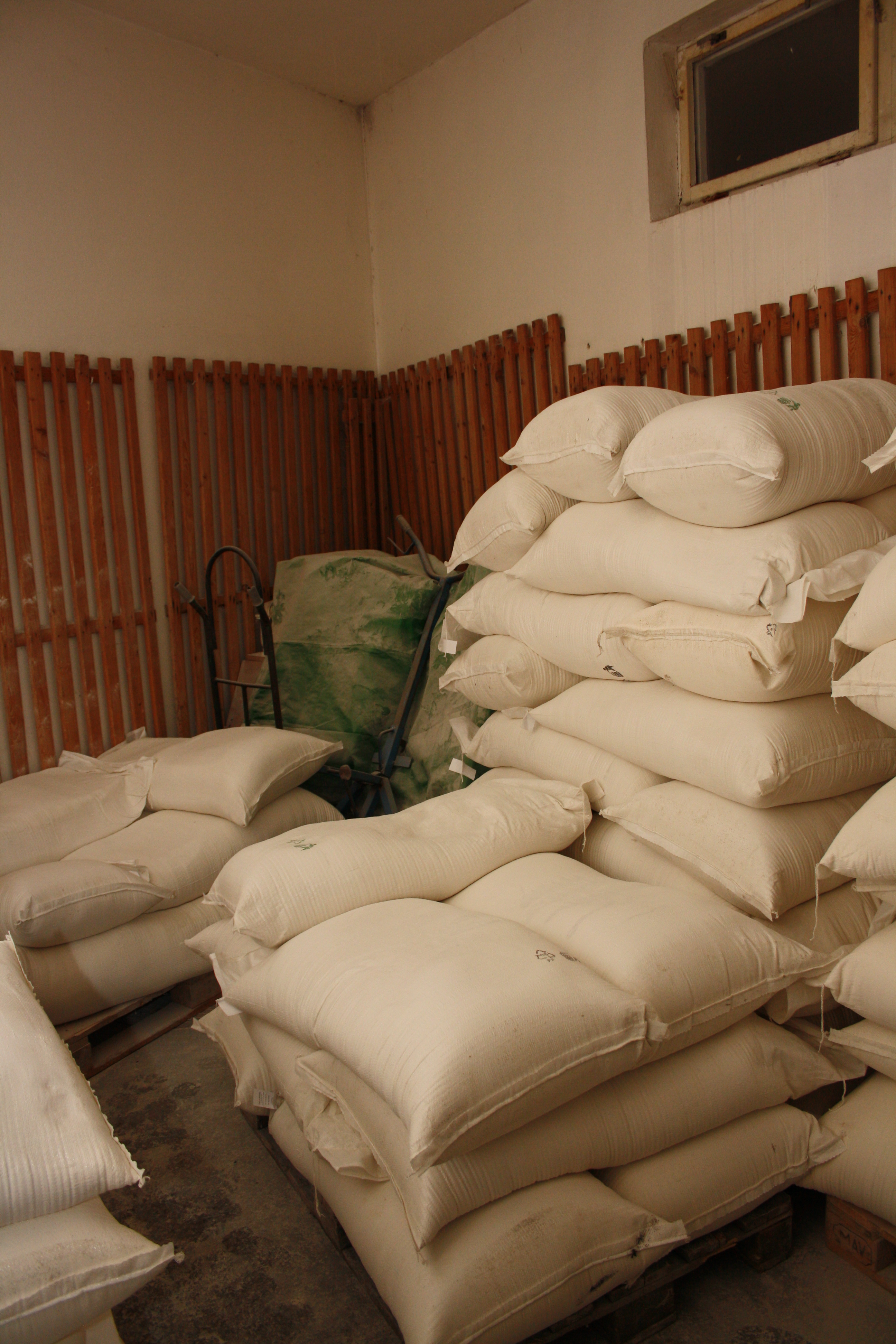
أكياس طحين

الطحين أو الدقيق (بالإنجليزية: Flour)‏ هو مسحوق يصنع عادة من الحبوب مثل القمح، الشعير، الذرة إلى آخره، وفي بعض الأحيان يصنع كذلك من البطاطس، الرز أو أي محصول غني بالنشا. والطحين هو المادة الخام الرئيسية في صناعة المأكولات الأساسية مثل الخبز، الكعك، المعكرونة وغيرها من المأكولات. يعد الطحين، وخاصة طحين القمح، من المواد الغذائية الأساسية التي يجب توفيرها للجمهور ولو في حالات الطوارئ من أجل منع المجاعة.
أكثر أنواع الطحين المستخدمة في أنحاء العالم حالياً هو طحين القمح لما يحتويه من بروتينات عالية بالإضافة لارتفاع نسبة الغروية فيه التي تساعد بصناعة الخبز والمعجنات.

## التاريخ

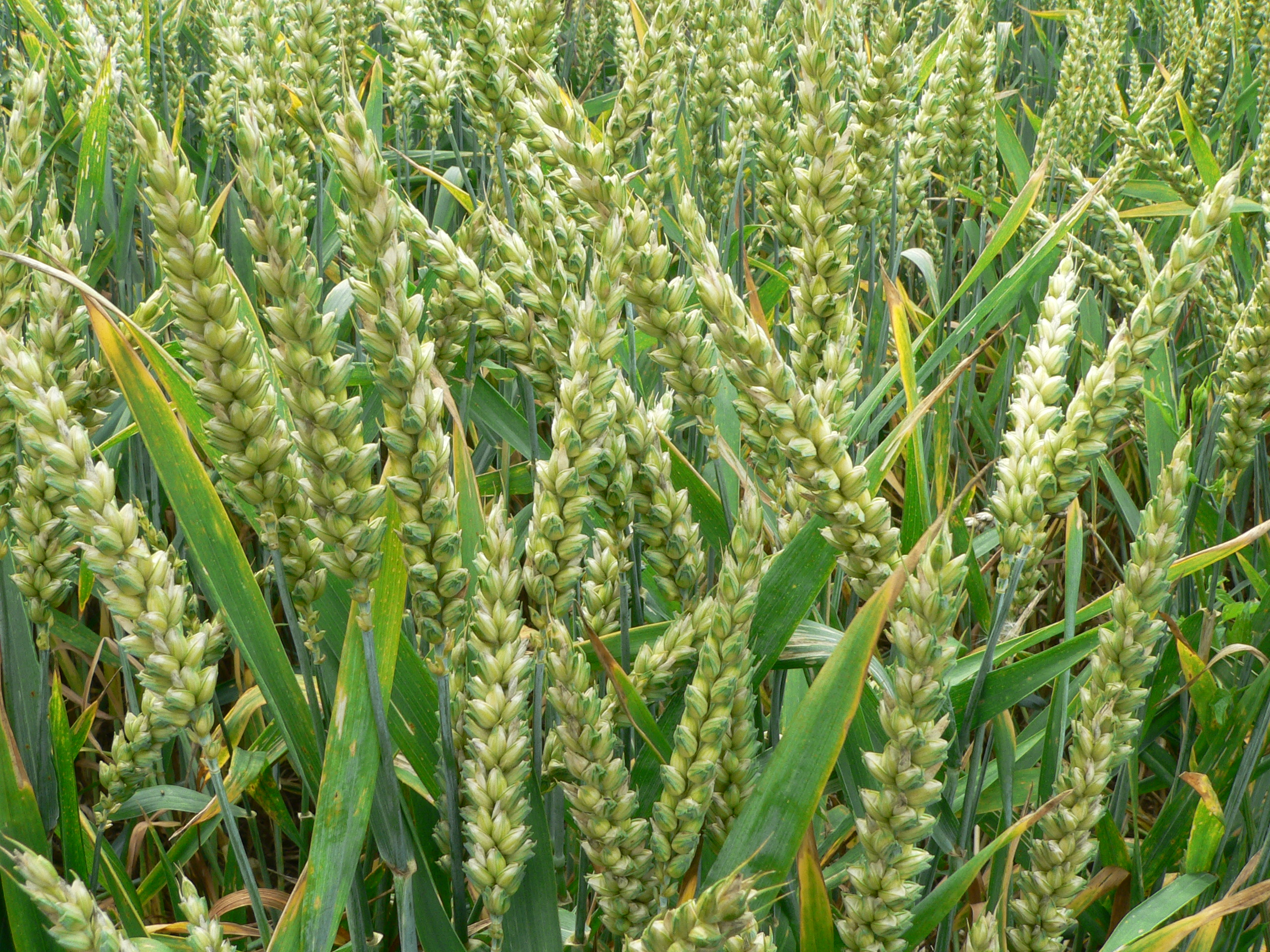
حقل قمح غير ناضج

يعد القمح ومشتقاته وبخاصة طحين القمح من أهم المواد الطبيعة التي يتغذى عليها الإنسان منذ القدم (6000 قبل الميلاد).
كان الرومان أول من قام بطحن الحبوب في المطاحن المخروطية. في عام 1879، في بداية العصر الصناعي، أقيمت أول طاحونة بخارية في لندن.
في ثلاثينيات القرن العشرين، بدأ إثراء بعض الدقيق بالحديد والنياسين والثيامين والريبوفلافين. في أربعينيات القرن الماضي، بدأت المطاحن في إثراء الدقيق وأضيف حمض الفوليك إلى القائمة في التسعينات.

### دقيق منزوع الرشيم ومعالج بالحرارة
تمثلت مشكلة هامة للثورة الصناعية في الحفاظ على الدقيق.  اصطدمت مسافات النقل ونظام التوزيع البطيء نسبيًا بفترة الصلاحية الطبيعية.  سبب العمر التخزيني المحدود هو الأحماض الدهنية في الرشيم (الجنين)، التي تتفاعل من لحظة تعرضها للأكسجين.  يحدث هذا عندما يتم طحن الحبوب.  تتأكسد الأحماض الدهنية ويبدأ الطحين في التزنخ.  اعتمادًا على المناخ وجودة الحبوب، تستغرق هذه العملية من ستة إلى تسعة أشهر.  في أواخر القرن التاسع عشر، كانت هذه العملية قصيرة جدًا بالنسبة لدورة الإنتاج والتوزيع الصناعي.  نظرًا لأن الفيتامينات والمغذيات الدقيقة والأحماض الأمينية كانت غير معروفة تمامًا أو نسبيًا في أواخر القرن التاسع عشر ، كانت إزالة الأجنة حلاً فعالًا.  بدون الأجنة، لا يمكن أن يصبح الطحين دهنًا.  أصبح الطحين مزال الرشيم معيارًا.  بدأ إزالة الرشيم في مناطق مكتظة بالسكان واستغرق حوالي جيل واحد للوصول إلى الريف.  الدقيق المعالج بالحرارة هو دقيق يتم فيه فصل الأجنة أولاً عن السويداء والنخالة، ثم معالجتها بالبخار أو الحرارة الجافة أو الميكروويف ومزجها في الدقيق مرة أخرى.

## الاستخدام
ويستخدم الطحين بشكل أساسي في الخبز والحلويات وخاصة بالعجائن المخبوزة لأنه يتميز بمحتوياته الغذائية الهامة لجسم الإنسان من البروتينات والنشويات وبالغرويّة التي تعطي خليط الطحين والماء قوام مطاطي وتَسْمح بسهولة التشكيل والصنع مع الاحتفاظ بفقاعاتِ الغاز ضمن تركيبة المنتج لإعطاء قوام إسفنجي طري الذي يرغبه الإنسان بالخبز والكعك ومُنتَجات مَخْبُوزة أخرى لهذا منذ ولادة صناعة الطحين وحتى الآن قام الإنسان بتطوير وتحسين صناعة القمح ومشتقاته من شكلها البدائي القديم التي كانت تصنع فيه بكميات قليلة وبطريقة يدوية لتصبح من الصناعات المتطورة الأساسية والمتقدمة.

## أنواع الطحين والحبوب المستعملة فيه
يصنع الدقيق أو الطحين بطحن ونخل الحبوب كالقمح والشيلم والذرة والأرز والنباتات النشوية كالبطاطس والبسلة والفول والفول السوداني ويتخذ الدقيق بالولايات المتحدة وكندا وغرب أوروبا من القمح ويطحن الدخن والذرة بالهند والصين ويستعمل الجودار لصنع الخبز بشمال أوروبا والحنطة السوداء بهولندا وروسيا والذرة بالولايات المتحدة والقمح والذرة بمصر والقمح والشعير بليبيا ويستعمل الأرز لصنع الخبز مخلوطا بحبوب أخرى أغنى بالجلوتين ودقيق الذرة غني بالدهن والنشويات ويحتوي دقيق القمح الكامل على طحين الحبوب غير المنخول وهو قصير العمر إذ يحتوي الجنين على دهون وخمائر تسبب تلفه عند تعرضه للهواء ويصنع بعض الخبز الأسود بإضافة النخالة إلي دقيق القمح

## أنخاب الطحين

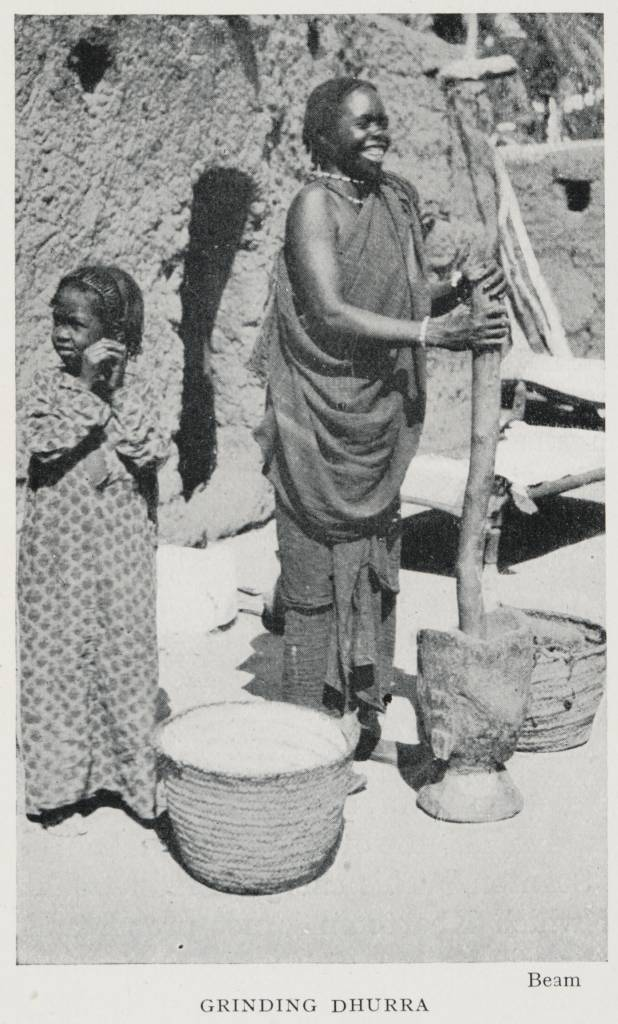
دق الدقيق.

يقسم دقيق القمح إلى أنخاب (درجات) فالخالي من النخالة ومعظم الجنين أعلى درجاته (النخب الأفضل) والصافي هو الدرجة الثانية والمتخلف بعد ذلك هو أدنى الدرجات ويستعمل علفًا للحيوانات ولعمل المعجون والغراء ويتوقف تكوين الدقيق على نوع القمح وعملية الطحن والغلوتين أو الدقيق الديابيطي (لمرض البول السكري) هو الذي نزع معظم نشائه ويتحسن الدقيق إذا خزن حتى 6 شهور بحيث يسمح للإنزيم بأن يفعل فعله فيجعل خبيزه أفضل ولون الدقيق الجيد الغني بالغلوتين كلون القشدة وله خاصية الالتصاق.